# Axiocerylon gomyi
Axiocerylon gomyi is een keversoort uit de familie dwerghoutkevers (Cerylonidae). De wetenschappelijke naam van de soort werd in 1988 gepubliceerd door Claude Besuchet & Stanislaw Adam Ślipiński.